# Funking Conservatory
Funking Conservatory - американська школа професійного реслінґу, заснована Дорі Фанком молодшим в місті Окала, штат Флорида, США у 1999 році. Спершу FC працювала в режимі шестиденного табору але згодом переросло до тритижневої проґрами а у 2001 році з'явився приватний промоушен з назвою !Bang!. Вихованці та учні школи мають змогу спробувати свої шили в шоу !Bang! TV (Банґ ТБ).

## Історія
У 1999 році, після виходу на пенсію Дорі Фанк молодший вирішив заснувати власну школу для муштрування молодих талантів. Згодом FC стало філією WWE з розвитку талантів з назвою Funkin Dojo.
Спершу школа проводила шестиденний курс навчання молодих талантів, до якого входило силові муштрування, виконання прийомів та роботи з мікрофоном. До школи приймають юнаків з 14 років. Окрім цього школа передбачає навчання стилю "гардкор реслінґу" (техніки безпеки та основ проведення небезпечних прийомів). Також школа готувала і професійних суддів суддів.
Згодом тривалість була збільшена до тритижневої проґрами. У 2001 році з'явився промоушен Банґ ТБ, де вихованець школи FC має можливість спробувати свої сили в справжньому шоу.
У 2004 році школа переїхала на Дорі Фанк Арену в місто Окала, штат Флорида. Вона складається з ринґу, звукової сцени та роздягальні.

## Відомі борці
- Крістіан
- Джейсон Альберт
- Курт Енґл
- Джефф Гарді
- Ґейл Кім
- Едж
- Літа
- Міккі Джеймс
- Вільям Ріґал